# 另河水库
另河水库是中国陕西省西安市临潼区境内的一座水库，位于另河上，建于1960年。水库正常库容为1645万立方米，集雨面积为270平方千米，海拔为420.2米。